# 638676 Zizek
638676 Zizek este o planetă minoră (asteroid) din centura de asteroizi. A fost descoperită pe 1 septembrie 2014 la  de . 
Obiectul prezintă o orbită caracterizată de o semiaxă mare de 2,5911335651748 UAi, o excentricitate de 0,17863485951705, o înclinație de 6,9120649120793 ° în raport cu ecliptica.